# پیر رازو
پیر رازو (زاده ۱۹۶۶) نویسنده، مورخ، و دکترای تاریخ نظامی اهل فرانسه است.

## پیشینه
رازو در رشته حقوق، تاریخ و سیاست بین‌الملل تحصیل کرد و سابقه نظامی دیپلماتیک نیز دارد چنانچه در هیئت امور استراتژیک وزارت دفاع فرانسه نماینده این کشور در بریتانیا بود. او دارای تجربه طولانی در زمینه پژوهش امور بین‌الملل و مسائل نظامی و دفاعی، به ویژه در حوزه خاورمیانه، قفقاز و ناتو است.
وی ۷ کتاب و بیش از ۹۰ مقاله دانشگاهی منتشر کرده‌است. که عمدتاً دربارهٔ تاریخ نظامی و جنگ‌های سده بیستم از جمله جنگ ایران و عراق است. مهمترین کتاب وی در این رابطه جنگ ایران و عراق در ۱۲ سپتامبر ۲۰۱۳ توسط انتشارات پرین در ۶۸۰ صفحه در پاریس منتشر شد. نیکلاس الیوت در ۳ نوامبر ۲۰۱۵ نسخه فرانسوی را به انگلیسی برگردانده است.